# TBS月曜10時枠の連続ドラマ
TBS月曜10時枠の連続ドラマ（ティービーエスげつようじゅうじわくのれんぞくドラマ）は、1962年2月5日から1969年8月11日までTBS系列局が月曜22時台に編成していたテレビドラマ枠である。

## 概要
『集金旅行』までは30分枠であったが、その次の作品『人間の條件』（加藤剛主演版）からは56分枠となっていた。
この時間帯のドラマ枠はなく、2023年現在は『推しといつまでも』（毎日放送制作）がバラエティ番組枠で放送されている。

## 放送作品一覧
- 雪国（1962年2月5日 - 3月19日）
- 花のれん（1962年3月26日 - 5月7日）
- 斜陽（1962年5月14日 - 7月2日）
- おはん（1962年7月9日 - 8月6日）
- 集金旅行（1962年8月13日 - 9月24日） - この作品まで22:00 - 22:30に放送。
- 人間の條件（加藤剛主演版）（1962年10月1日 - 1963年4月1日） - この作品から22:00 - 22:56に放送。
- 球形の荒野（1963年4月22日 - 5月27日）
- 図々しい奴（1963年6月3日 - 9月9日）
- 赤いダイヤ（1963年9月16日 - 12月9日）
- そろりと参ろう（1963年12月16日 - 1964年3月9日）
- あひる飛びなさい（1964年3月16日 - 6月8日）
- 狼のうた（1964年6月15日 - 8月17日）
- 七人の刑事（第1期再開版）（1964年8月24日 - 1969年4月28日） - 木曜20:00枠から移動。
- 孤独のメス（1969年5月5日 - 8月11日）

## 参考資料
- キー局番組変遷編成ひょ〜[出典無効]

| TBS系列 月曜22:00枠                                        | TBS系列 月曜22:00枠                                                          | TBS系列 月曜22:00枠                                             |
| 前番組                                                     | 番組名                                                                       | 次番組                                                          |
| ---------------------------------------------------------- | ---------------------------------------------------------------------------- | --------------------------------------------------------------- |
| 私はかくしカメラ                                           | TBS月曜10時枠の連続ドラマ （1962年2月5日 - 1969年8月11日）                   | 黒澤明シリーズ （1969年8月18日 - 1969年9月29日） ※21:00 - 22:56 |
| TBS系列 月曜22:30枠                                        |                                                                              |                                                                 |
| スポーツニュース ※22:30 - 22:5020世紀の記録 ※22:50 - 23:20 | TBS月曜10時枠の連続ドラマ （1962年10月1日 - 1969年8月11日） 【放送枠拡大分】 | 黒澤明シリーズ （1969年8月18日 - 1969年9月29日） ※21:00 - 22:56 |

| スタブアイコン | サブスタブ | この項目は、まだ閲覧者の調べものの参照としては役立たない、テレビ番組に関連した書きかけの項目です。この項目を加筆・訂正などしてくださる協力者を求めています（P:テレビ/PJ:放送または配信の番組）。 |